# Bediwetan
Bediwetan is een bestuurslaag in het regentschap Ponorogo van de provincie Oost-Java, Indonesië. Bediwetan telt 1510 inwoners (volkstelling 2010).